# Cojoci, Suceava
Cojoci este un sat în comuna Crucea din județul Suceava, Moldova, România.
Localitatea a primit indicatorul de sat european pentru renovarea și dotarea dispensarului, lucrări de aducțiune și distribuție a apei, și pentru reabilitarea școlii.
Este un sat muntean, ca o fortareață, prin mijlocul căruia trece râul Bistrița, împrejmuită de masivul Pietrosu (1791 m) la vest, de masivul Giumalău (1857 m) la vest, de munții Rarău (1651 m) la est, iar la sud are o deschidere spre masivul Ceahlău, (2100 m).
 Acest articol despre o localitate din județul Suceava este deocamdată un ciot. Puteți ajuta Wikipedia prin completarea lui.